# Relações entre Áustria e Brasil
As Relações entre a Áustria e o Brasil são as relações diplomáticas entre os dois países. Ambas as nações são membros das Nações Unidas.

## História

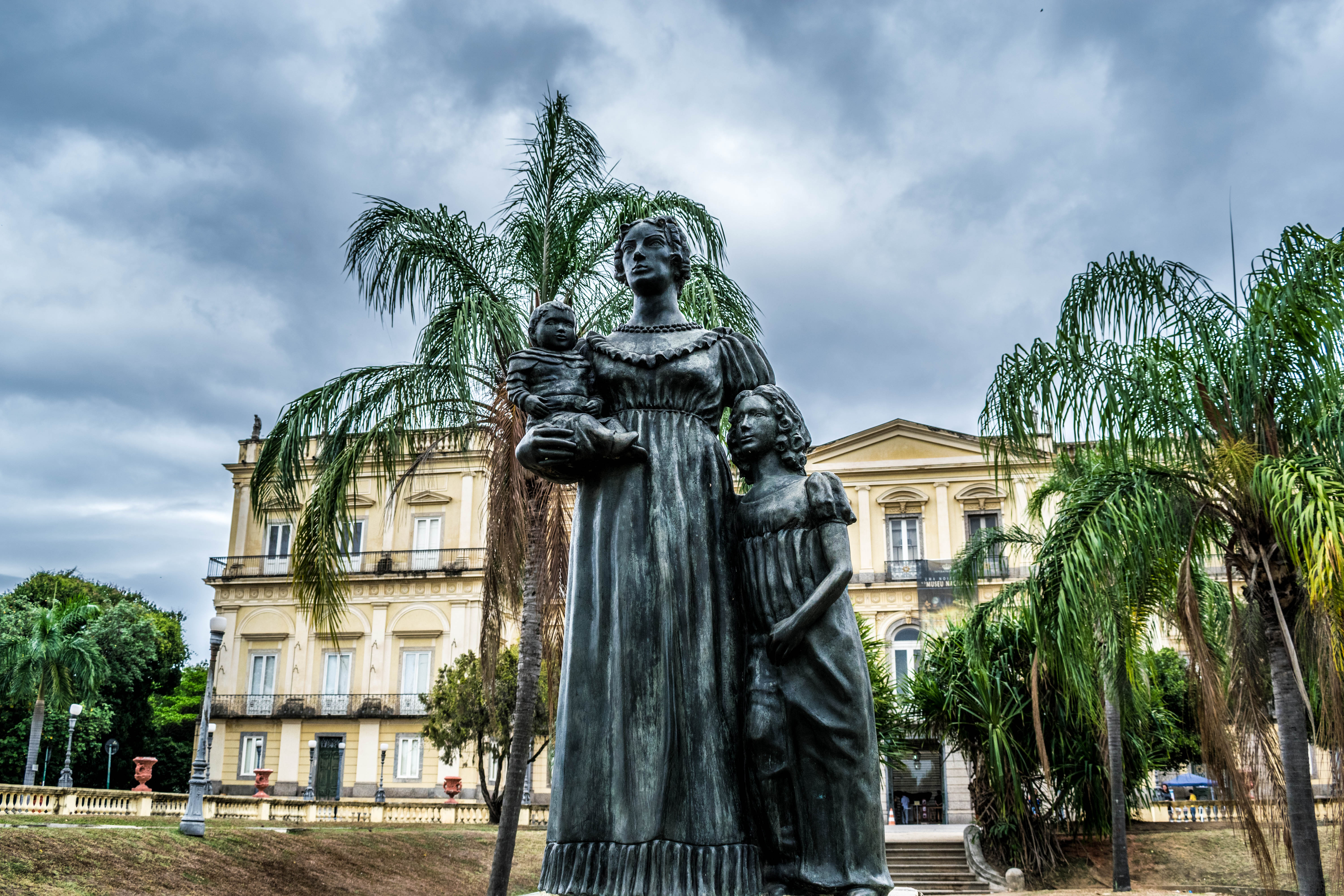
Estátua de Maria Leopoldina da Áustria, Imperatriz Consorte do Brasil e Rainha Consorte de Portugal e Algarves no Rio de Janeiro

O primeiro contato oficial entre a Áustria e o Brasil ocorreu em novembro de 1817, quando a arquiduquesa austríaca Maria Leopoldina da Áustria chegou ao Rio de Janeiro para se casar com o príncipe herdeiro (e futuro imperador) Pedro I do Brasil. Maria Leopoldina tornou-se Imperatriz do Brasil em 1822 e também é mãe do Imperador Pedro II do Brasil.  Em 1825, a Áustria reconheceu a independência do Brasil a partir da sua separação de Portugal.  Em 1859, os primeiros imigrantes austríacos começaram a chegar ao Brasil. 
Em 1871, o imperador Pedro II fez uma visita à Áustria durante suas primeiras viagens pela Europa e encontrou-se com seu primo, o imperador Francisco José I da Áustria.  Enquanto estava em Viena, Pedro II prestou homenagem ao túmulo de sua filha, a princesa Leopoldina do Brasil, que morreu em Viena no início daquele ano.  Pedro II retornaria à Áustria pela segunda vez em 1877. 
Em 1891, a Áustria reconheceu a República do Brasil, dois anos após a abdicação do imperador Pedro II. Em 1925, a Áustria abriu um consulado no Rio de Janeiro. Embora a Áustria e o Brasil estivessem tecnicamente do lado inimigo na Primeira Guerra Mundial, o Brasil não era realmente hostil à Áustria e só declarou guerra à Alemanha em outubro de 1917. Durante a Segunda Guerra Mundial, as Forças Expedicionárias Brasileiras lutaram na Itália contra tropas alemãs (que também incluíam soldados austríacos) durante a campanha italiana. Após a guerra, a Áustria e o Brasil restabeleceram relações diplomáticas. 
Em dezembro de 1952, o Brasil apresentou um anteprojeto de resolução na Assembleia Geral das Nações Unidas para restaurar a plena soberania da Áustria. O anteprojeto foi aceito com 48 votos. A iniciativa não teve efeitos diretos imediatos, porém contribuiu para que, num momento difícil, a discussão sobre um tratado do Estado austríaco permanecesse na agenda internacional.  Em 1992, o chanceler austríaco Franz Vranitzky fez uma visita ao Brasil. Em março de 1997, por ocasião do bicentenário de nascimento de Maria Leopoldina da Áustria, foi inaugurado um monumento a ela no Parque Quinta da Boa Vista, em frente ao Museu Nacional do Brasil, no Rio de Janeiro.  Em 2006, o presidente brasileiro Luiz Inácio Lula da Silva fez uma visita à Áustria, a primeira de um presidente brasileiro. Houve inúmeras visitas entre líderes de ambas as nações.  
Em 2019, havia uma comunidade de 10 mil austríacos morando no Brasil.  Em 2015, havia uma comunidade de 4.900 brasileiros morando na Áustria. 

## Visitas de alto nível

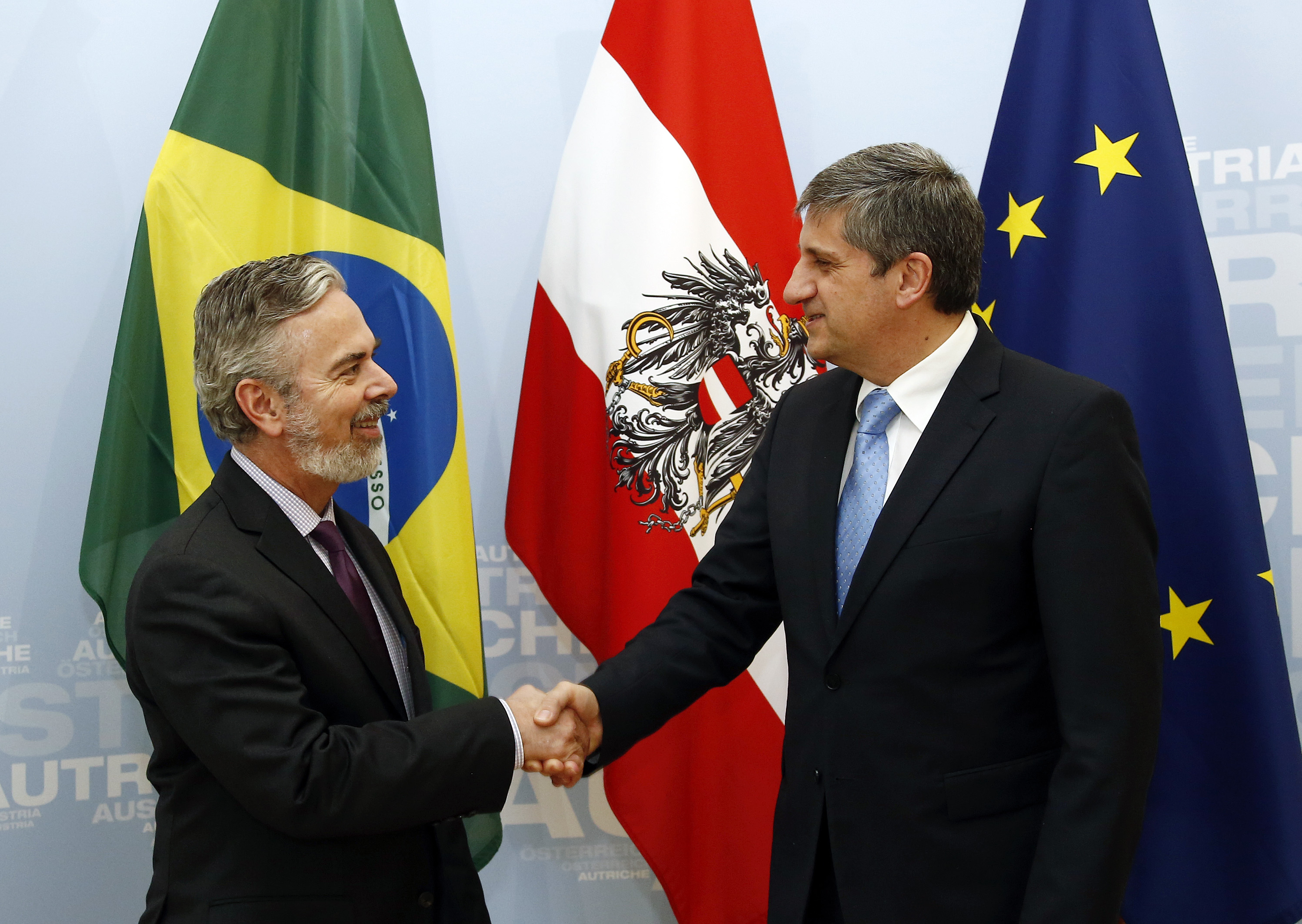
O Ministro das Relações Exteriores do Brasil, Antonio Patriota, reunido com o vice-chanceler austríaco Michael Spindelegger em Viena, fevereiro de 2013.

Visitas de alto nível da Áustria ao Brasil
- Ministro das Relações Exteriores Karl Gruber (1952)
- Vice-Chanceler Bruno Pittermann (1960)
- Ministro das Relações Exteriores Willibald Pahr (1980)
- Secretário Geral das Relações Exteriores, Thomas Klestil (1991)
- Chanceler Franz Vranitzky (1992)
- Secretário Geral das Relações Exteriores, Wolfgang Schallenberg (1993)
- Chanceler Viktor Klima (1999)
- Presidente Heinz Fischer (2005)
- Chanceler Alfred Gusenbauer (2008)
- Ministro das Relações Exteriores, Michael Spindelegger (2010)
- Secretário Geral das Relações Exteriores, Johannes Kyrle (2011)

Visitas de alto nível do Brasil à Áustria
- Imperador Pedro II do Brasil (1871 e 1877)
- Ministro das Relações Exteriores Ramiro Saraiva Guerreiro (1982)
- Ministro das Relações Exteriores, Roberto Costa de Abreu Sodré (1989)
- Presidente Luiz Inácio Lula da Silva (2006)
- Secretário Geral das Relações Exteriores, Ruy Nunes Pinto Nogueira (2012)
- Ministro das Relações Exteriores, Antonio Patriota (2013)

## Relações bilaterais
Ambas as nações assinaram vários acordos, como o Acordo de Comércio e Navegação (1826); Acordo para evitar a dupla tributação em matéria de impostos sobre o rendimento e o capital (1976); Acordo de Cooperação Económica e Industrial (1986); Acordo de Serviços Aéreos (1995); Protocolo de Intenções sobre Cooperação Técnica (2005); Protocolo de Intenções entre o Instituto Rio Branco e a Academia Diplomática de Viena (2005); Memorando de Entendimento sobre o Estabelecimento de um Mecanismo de Consulta Política (2008) e um Acordo de Cooperação Científica e Tecnológica (2019). 

## Comércio

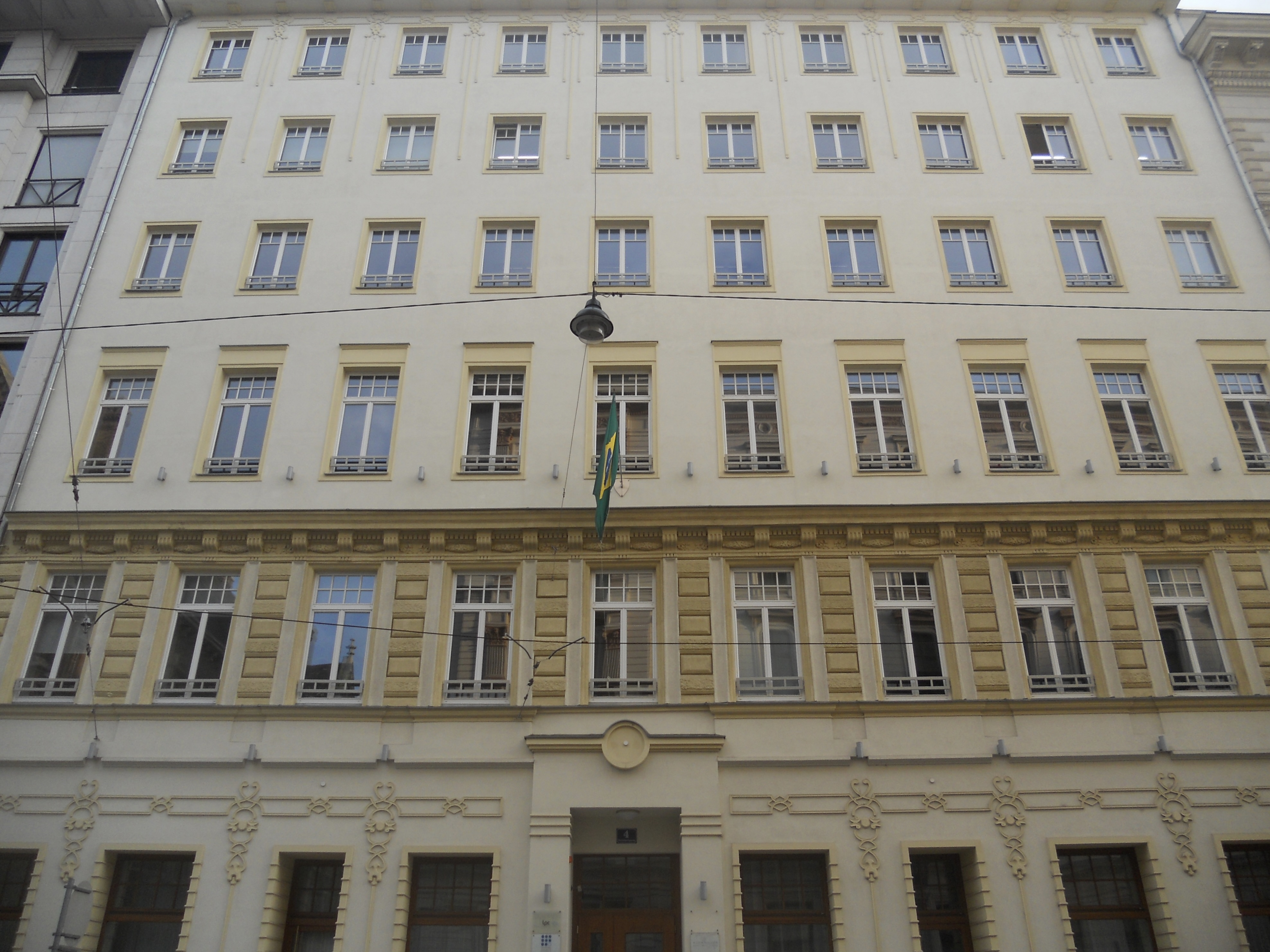
Embaixada do Brasil em Viena

Em 2018, o comércio entre as duas nações totalizou 1,3 mil milhões de euros.  As principais exportações da Áustria para o Brasil incluem: eletrônicos, produtos farmacêuticos, papel, trilhos e produtos químicos. As principais exportações do Brasil para a Áustria incluem: matérias-primas, aeronaves, produtos alimentícios e bebidas. Aproximadamente 200 empresas austríacas possuem filiais no Brasil, das quais mais da metade trabalham no Estado de São Paulo. 

## Missões diplomáticas residentes
- A Áustria tem uma embaixada em Brasília e um consulado-geral em São Paulo . [13]
- O Brasil tem uma embaixada em Viena. [14]